# Robert Jansson (företagsledare)
Georg Robert Jansson, född 7 april 1901 i Helsingfors, död 31 januari 1986, var en finländsk företagsledare. 
Jansson, som var son till vicehäradshövding Georg Adolf Jansson och Ellen Ekblom, blev student 1919 samt filosofie kandidat och filosofie magister 1923. Han var tjänsteman i Helsingfors Aktiebank 1923–1927, chef för Wilh. Bensow Ab:s fondavdelning 1927–1931, viceverkställande direktör 1931 och verkställande direktör från 1932. Han var styrelsemedlem i Oy Stockmann Ab från 1947, medlem av Börskommittén, ordförande i styrelsen för Stiftelsen Bensows barnhem Granhyddan, principal i Helsingfors sparbank från 1945 och medlem av delegationen för Åbo Akademi från 1960.